# Agent Provocateur (Album)
Agent Provocateur (französisch für Provozierender Agent) ist das fünfte Studioalbum der US-amerikanisch-britischen Rockband Foreigner, das im Dezember 1984 erschien.

## Entstehung und Veröffentlichung
Die Erstveröffentlichung von Agent Provocateur erfolgte am 7. Dezember 1984 bei Atlantic Records. Das Album erschien in seiner Originalausführung als CD (Katalognummer: 781 999-2) und LP (Katalognummer: 781 999-1) mit zehn Titeln.
Geschrieben wurden alle Lieder von den beiden Foreigner-Mitgliedern Lou Gramm und Mick Jones. Dabei schrieben sie sieben Lieder gemeinsam, die Titel I Want to Know What Love Is und Stranger in My Own House wurden alleine von Jones geschrieben, während Gramm alleine Two Different Worlds schrieb. Jones war darüber hinaus, zusammen mit Alex Sadkin, für die Produktion aller Lieder verantwortlich.

## Inhalt
Agent Provocateur ist ein Konzeptalbum, das die Geschichte eines Spions erzählt, welcher durch das Leben innerhalb und außerhalb des Menschen sehen kann.

## Titelliste
1. Tooth and Nail (Lou Gramm, Mick Jones) – 3:54
2. That Was Yesterday (Lou Gramm, Mick Jones) – 3:46
3. I Want to Know What Love Is (Mick Jones) – 5:00
4. Growing Up the Hard Way (Lou Gramm, Mick Jones) – 4:18
5. Reaction to Action (Lou Gramm, Mick Jones) – 3:57
6. Stranger in My Own House (Mick Jones) – 4:54
7. A Love in Vain (Lou Gramm, Mick Jones) – 4:12
8. Down on Love (Lou Gramm, Mick Jones) – 4:08
9. Two Different Worlds (Lou Gramm) – 4:28
10. She’s Too Tough (Lou Gramm, Mick Jones) – 3:07

## Mitwirkende
Einspielung
- Dennis Elliott – Schlagzeug, Gesang
- Lou Gramm – Perkussion, Gesang
- Mick Jones – Gitarre, Keyboard, Begleitgesang, weitere Instrumente
- Rick Wills – Bass, Begleitgesang
- Wally Badarou – analoger Synthesizer, digitaler Synthesizer
- Tom Bailey – Gesang
- Brian Eddolls – Synthesizer
- Larry Fast – Synthesizer
- Don Harper – Gesang
- Jennifer Holliday – Gesang
- Dave Lebolt – Synthesizer
- Ian Lloyd – Gesang, Begleitgesang
- Bob Mayo – Synthesizer, Piano, Begleitgesang
- New Jersey Mass Chor von der GMWA
- Mark Rivera – Saxophon, Begleitgesang
- Jack Waldman – Synthesizer

Produktion
- Produzenten: Mick Jones, Alex Sadkin
- Toningenieure: Josh Abbey, Larry Alexander, Joe Ferla, Frank Filipetti, Howie Lindeman
- Assistent: Bobby Cohen, Tim Crich, Scott Mabuchi
- Remastering: Ted Jensen
- Fotografien: Bob Defrin
- Design: Bob Defrin

## Singleauskopplungen
| Jahr | Titel                       | Höchstplatzierung, Gesamtwochen, AuszeichnungChartplatzierungen (Jahr, Titel, , Platzierungen, Wochen, Auszeichnungen, Anmerkungen) | Höchstplatzierung, Gesamtwochen, AuszeichnungChartplatzierungen (Jahr, Titel, , Platzierungen, Wochen, Auszeichnungen, Anmerkungen) | Höchstplatzierung, Gesamtwochen, AuszeichnungChartplatzierungen (Jahr, Titel, , Platzierungen, Wochen, Auszeichnungen, Anmerkungen) | Höchstplatzierung, Gesamtwochen, AuszeichnungChartplatzierungen (Jahr, Titel, , Platzierungen, Wochen, Auszeichnungen, Anmerkungen) | Höchstplatzierung, Gesamtwochen, AuszeichnungChartplatzierungen (Jahr, Titel, , Platzierungen, Wochen, Auszeichnungen, Anmerkungen) | Anmerkungen                          |
| Jahr | Titel                       | DE | AT | CH | UK | US | Anmerkungen                          |
| ---- | --------------------------- | --- | --- | --- | --- | --- | ------------------------------------ |
| 1984 | I Want to Know What Love Is | DE3 (22 Wo.)DE | AT7 (14 Wo.)AT | CH2 (17 Wo.)CH | UK1 ×2Doppelplatin · (16 Wo.)UK | US1 Platin (Physisch) + Platin (Digital) · (21 Wo.)US                                                                               | Erstveröffentlichung: November 1984  |
| 1985 | That Was Yesterday          | DE31 (10 Wo.)DE | — | CH29 (2 Wo.)CH | UK28 (6 Wo.)UK | US12 (15 Wo.)US | Erstveröffentlichung: Februar 1985   |
| 1985 | Reaction to Action          | — | — | — | — | US54 (8 Wo.)US | Erstveröffentlichung: April 1985     |
| 1985 | Down on Love                | — | — | — | — | US54 (8 Wo.)US | Erstveröffentlichung: September 1985 |

## Kommerzieller Erfolg

### Chartplatzierungen
Agent Provocateur avancierte zum Nummer-eins-Erfolg in Deutschland, Norwegen, Schweden, der Schweiz und dem Vereinigten Königreich.
| ChartsChartplatzierungen       | Höchstplatzierung | Wochen/ Monate |
| ------------------------------ | ----------------- | -------------- |
| Deutschland (GfK)              | 1 (35 Wo.)        | 35 Wo.         |
| Österreich (Ö3)                | 10 (2,5 Mt.)      | 2,5 Mt.        |
| Schweiz (IFPI)                 | 1 (24 Wo.)        | 24 Wo.         |
| Vereinigte Staaten (Billboard) | 4 (45 Wo.)        | 45 Wo.         |
| Vereinigtes Königreich (OCC)   | 1 (32 Wo.)        | 32 Wo.         |

| ChartsJahrescharts (1985) | Platzierung |
| ------------------------- | ----------- |
| Deutschland (GfK)         | 11          |
| Schweiz (IFPI)            | 7           |

### Auszeichnungen für Musikverkäufe
| Land/Region                  | Auszeichnungen für Musikverkäufe (Land/Region, Auszeichnung, Verkäufe) | Verkäufe  |
| ---------------------------- | ---------------------------------------------------------------------- | --------- |
| Deutschland (BVMI)           | Platin                                                                 | 500.000   |
| Frankreich (SNEP)            | Gold                                                                   | 100.000   |
| Neuseeland (RMNZ)            | Platin                                                                 | 20.000    |
| Schweiz (IFPI)               | Platin                                                                 | 50.000    |
| Vereinigte Staaten (RIAA)    | 3× Platin                                                              | 3.000.000 |
| Vereinigtes Königreich (BPI) | Platin                                                                 | 300.000   |
| Insgesamt                    | 1× Gold · 7× Platin ·                                                  | 3.970.000 |